# Lugnano in Teverina
Lugnano in Teverina là một đô thị ở tỉnh Terni trong vùng Umbria của Ý, có cự ly khoảng 60 km về phía nam của Perugia và khoảng 25 km về phía tây của Terni.
Lugnano in Teverina giáp các đô thị: Alviano, Amelia, Attigliano, Graffignano.